# Acacia mellifera
Acacia mellifera (M.Vahl) Benth. – gatunek drzewa lub czasami krzewu liściastego z rodziny bobowatych (Fabaceae Lindl.). Występuje naturalnie w Afryce północno-wschodniej, Afryce Wschodniej i Afryce Południowej.

## Rozmieszczenie geograficzne
Rośnie naturalnie w Egipcie (Pustynia Arabska, wybrzeże Morza Czerwonego, Park Narodowy Gebel Elba), Sudanie, Etiopii, Somalii, Tanzanii, Mozambiku, północnej części Republiki Południowej Afryki, Zimbabwe, Zambii, Botswanie, Namibii, Angoli, a także w Indiach (w stanie Kerala, w dystrykcie Pallakad).

## Morfologia
PokrójMałe drzewo lub krzew. Kora jest naga. Gałązki są powyginane. Mają barwę od szarej do purpurowoczarnej.
LiścieZłożone 1–2 (rzadziej 3) par listków. Mają długość 2,5–7 cm długości.
KwiatyMają kremowobiałą barwę. Wydzielają zapach.
OwoceNagie strąki o długości 2,5–8 cm i szerokości 1,5–2,8 cm.

## Zmienność
Znany jest jeden podgatunek w obrębie tego gatunku:
- Acacia mellifera subsp. detinens (Burch.) Brenan

## Ochrona
W Czerwonej księdze gatunków zagrożonych został zaliczony do kategorii NE (not evaluated) – jego statusu według kryteriów IUCN nie określono.